# Чайное платье
Чайное платье (англ. tea gown, tea dress) — вид домашнего наряда дамы, платье свободного кроя, как правило, из легких тканей. Под домашнее платье не надевался корсет или турнюр и в него можно было облачиться самостоятельно, без помощи горничной. 
Данный вид платье появился в 1870-е годы и пользовался популярностью всю последнюю четверть XIX века, а также в первые десятилетия XX века, вплоть до 1920-х — 1930-х годов. В чайном платье дама ходила дома, в кругу семьи и самых близких друзей, однако оно не подходило для таких торжественных случаев, как прием гостей или званый ужин. Считалось неприличным появляться в домашнем платье на публике. 
Как и все прочие дневные платья в гардеробе женщины в викторианскую эпоху, чайное платье было закрытым — руки и шея женщины в дневное время полностью скрывались под тканью; в чайном платье для вечера мог быть небольшой вырез, приоткрывающий шею. 
Вероятно, крой чайного платья, имеющий общие черты с халатом, произошел из переосмысленной европейцами традиционной японской одежды — кимоно.

## Галерея

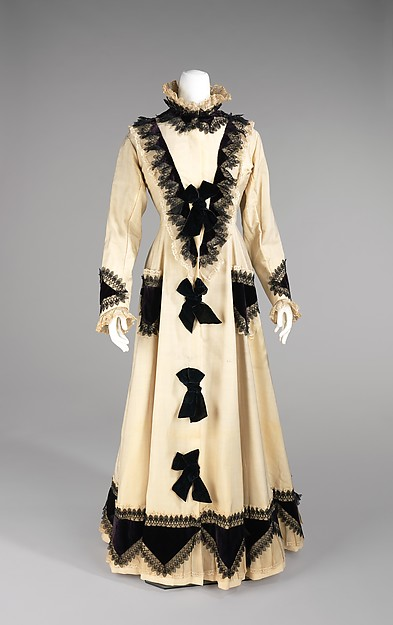
Чайное платье, 1875
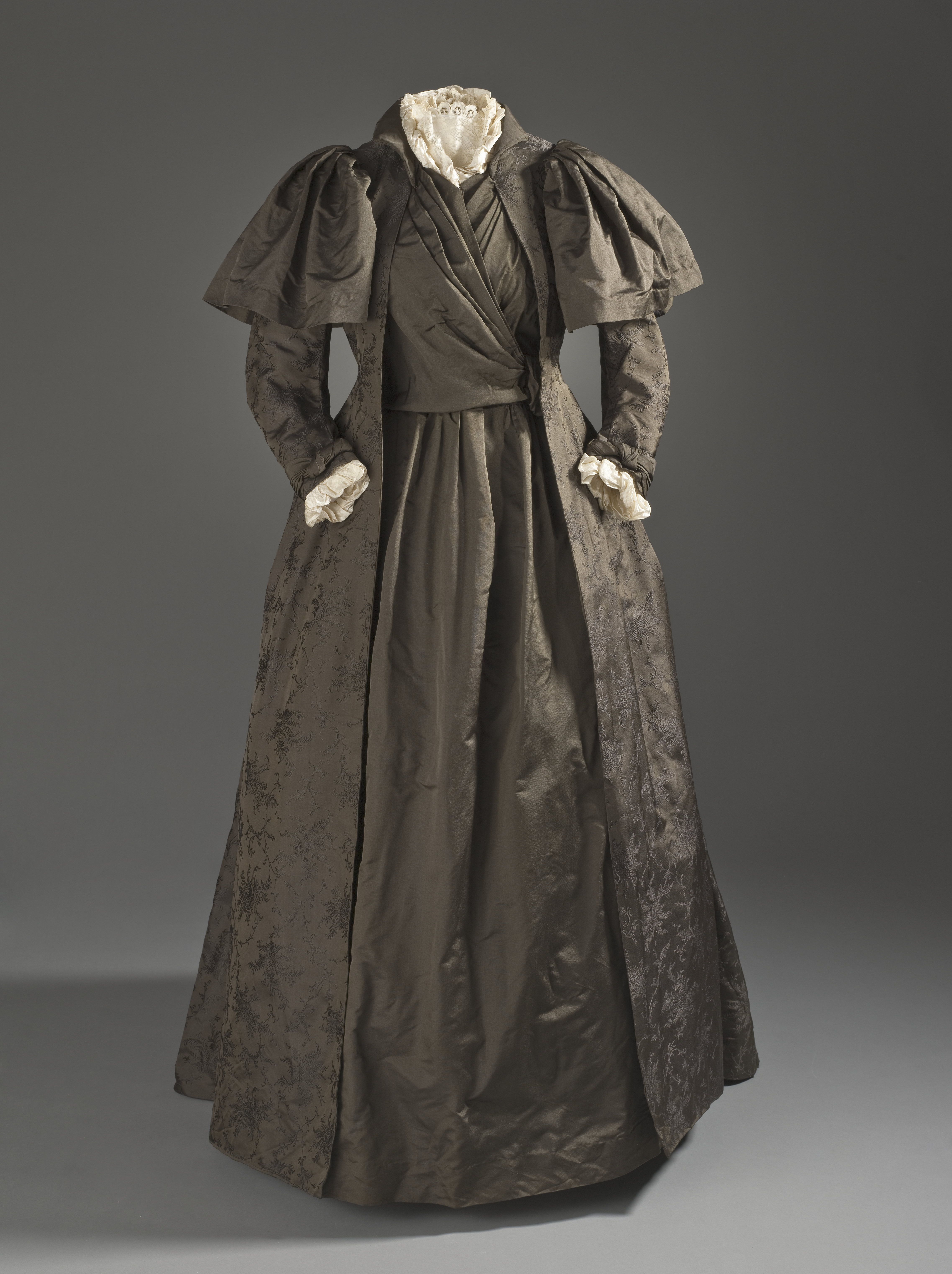
Чайное платье, 1887
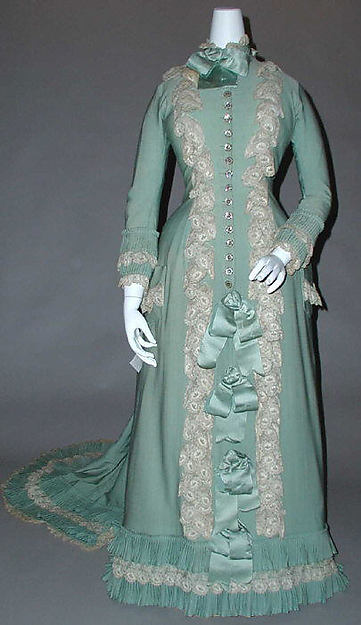
Чайное платье, 1890